# Kitsch und Kunst
Kitsch und Kunst, auch kurz Ki-Ku, war eine Unterhaltungssendereihe der Schlesischen Funkstunde. Die erste Ausgabe wurde am 14. August 1928 um 20:30 Uhr gesendet.

## Format
Das neunzigminütige Format entstand in Reaktion auf die Inkraftsetzung des kontroversen Gesetzes zur Bewahrung der Jugend vor Schund- und Schmutzschriften. Nach einer gesprochenen Einleitung von Fritz Walter Bischoff war Gerhart Pohl für die Auswahl und verbindenden Worte der von Robert Marlitz vorgetragenen Kunst und Kitsch gegenüberstellenden Beispiele aus der Literatur (Texte wie Verlorenes Glück oder Die Rasenbank am Elterngrab wurden hierbei dem Kitsch zugeordnet) zuständig. In gleicher Weise fungierte Edmund Nick in Bezug auf Musikbeispiele, welche von der Mezzosopranistin  Kaete Nick-Jaenicke und dem Tenor Hellmuth Hallendorf dargeboten wurden.
Der Feuilletonist Fritz Karpfen erklärte vor der Ausstrahlung im offiziellen Organ des Senders, warum eine Sendung wie Kitsch und Kunst notwendig sei: „Kitsch: Geschmackloser und billiger Tand, aufgeputzt mit künstlerischen Emblemen — lächerliche Wichtigtuerei mit dilettantischen Schlagworten… Der Kitsch, in Massen wuchernd, drängte die tiefe und erhabene Kunstgestaltung an die Wand und entzündete eine Orgie von Lichterchen, die das strahlende Licht der himmelanleuchtenden Fackeln verdunkeln… überall, wann und wohin wir blicken, grinst uns die Fälschung des künstlerischen Niederschlags der Zeit entgegen.“

## Rezeption
Zunächst als Einzelsendung geplant, entstanden aufgrund einer besonders guten Publikumsresonanz noch weitere Folgen.
Im offiziellen Ausstellungskatalog von 1929 zur Großen deutschen Funkausstellung, veranstaltet vom Verband der Funkindustrie e.V. und dem Ausstellungs, -Messe- und Fremdemverkehrs-Amt der Stadt Berlin, zählte man die Reihe nicht zu den „wertvollen literarischen Sendungen“.
Dennoch nahm auch die zeitgenössische Kritik, wie Der deutsche Rundfunk, die Sendung insgesamt positiv auf. Dort hieß es: „F. W. Bischoff sprach einleitende, Gerhart Pohl verbindende Worte für die literarische Konfrontation von Kitsch und Kunst. Robert Malitz rezitierte beides; der Kitsch wurde zu betont pathetisch deklamiert. Glücklicher war Dr. Edmund Nick mit der Wahl seiner Beispiele beider Spezies, mehr aber noch mit seinen verbindenden Worten, die wirkungsvolle Reflexionen einer von der Sonne des Humors durchleuchteten Auffassung über die labilen Grenzen zwischen Kitsch und Kunst waren.“